# سینون
سینون (انگلیسی: Cinven) شرکت سرمایه‌گذاری بریتانیایی است، که در سال ۱۹۷۷ تأسیس شد.